# Anemopsis californica
Anemopsis  es un género monotípico de hierba que pertenece a la familia Saururaceae. Su única especie: Anemopsis californica, es originaria de Norteamérica.

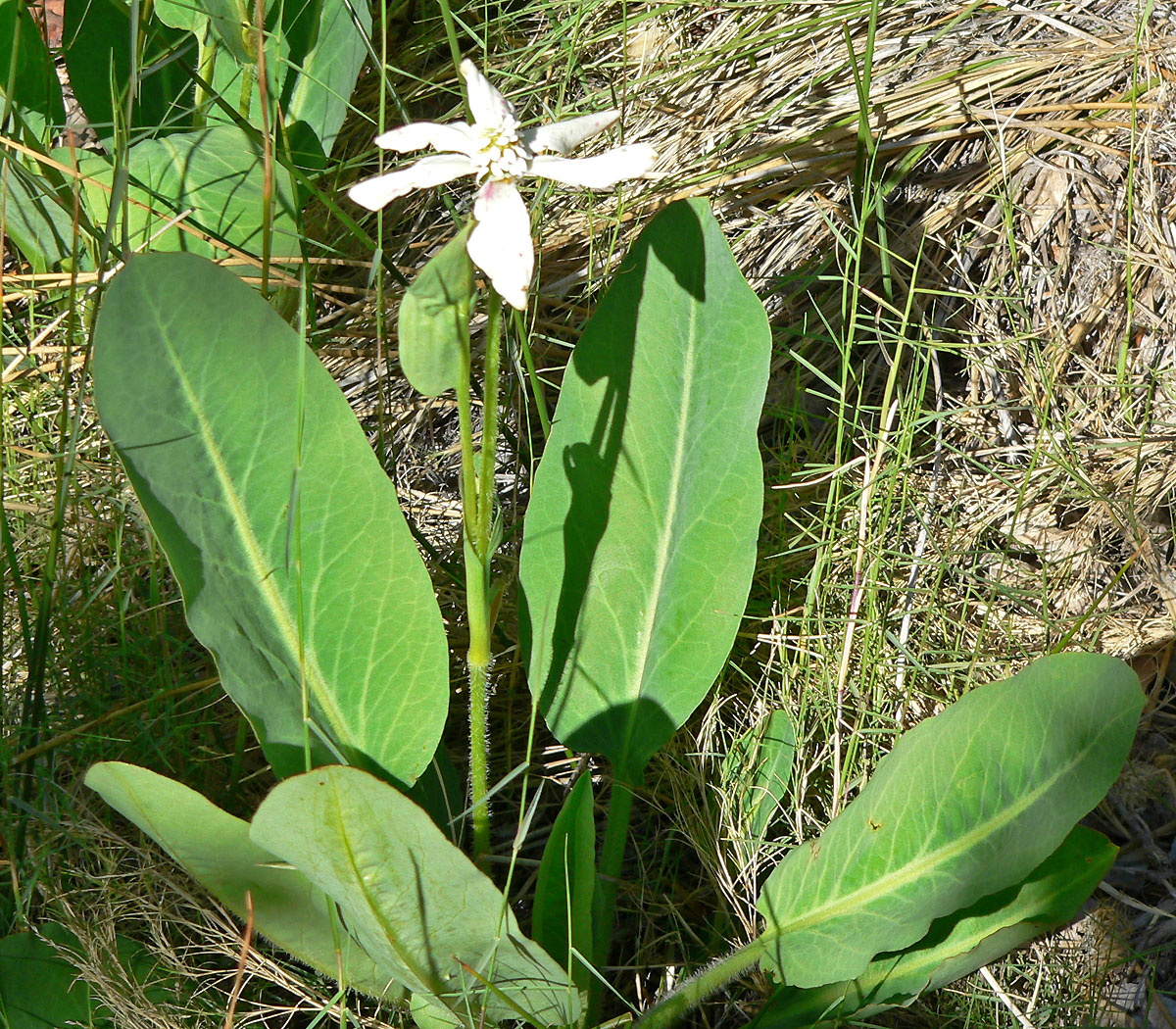
Detalle de la planta

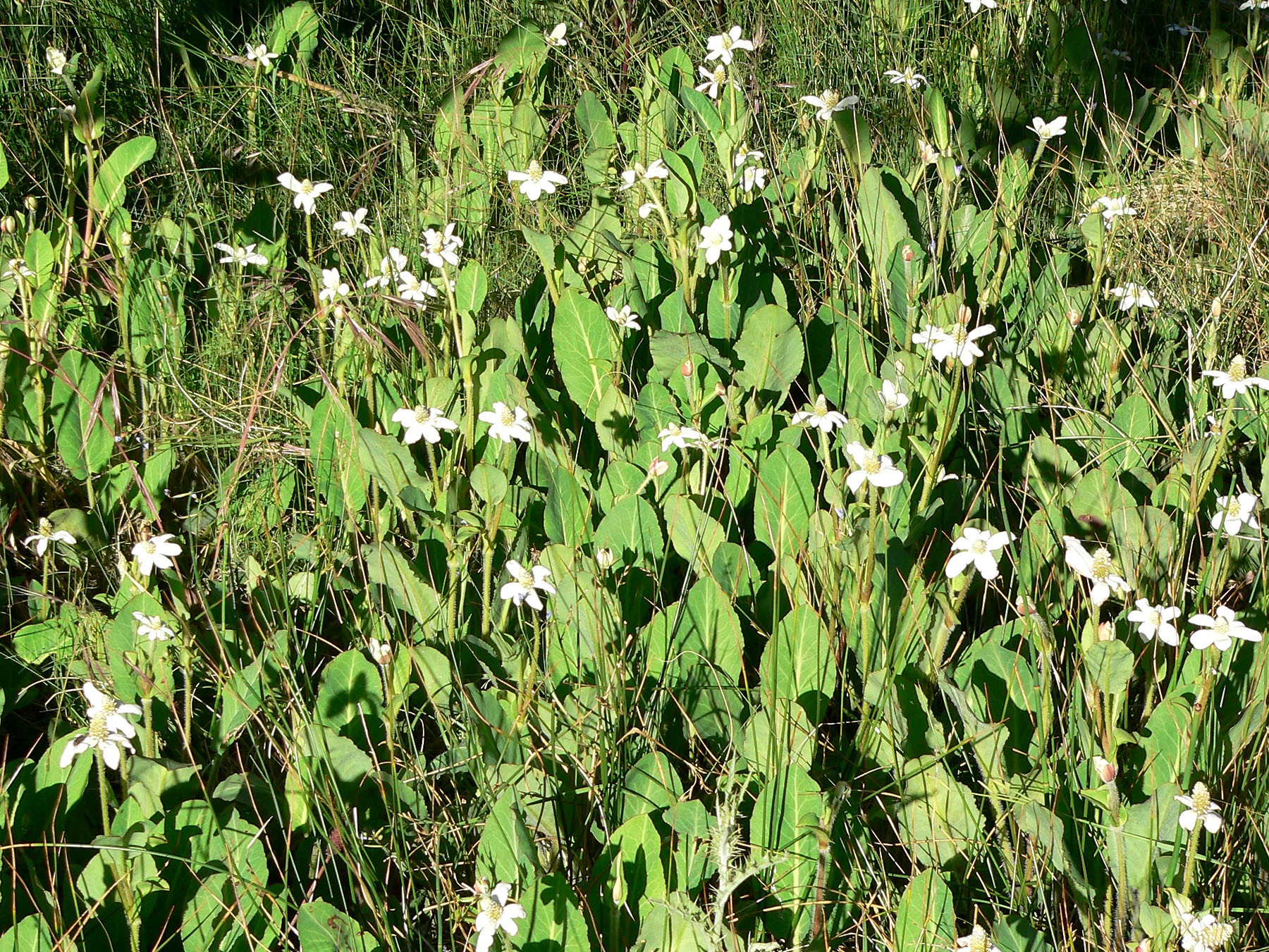
En su hábitat

## Descripción
Con las caracteres generales de la familia Saururaceae.
- Hierbas perenne, de hasta 80 cm, estolonífera, con rizoma reptante, densamente pubescente a subglabra.
- Hojas normalmente basales, excepto una en el escapo, dimórficas, pinnatinervias, las basales de 5-60 cm con peciolo de 2-40 cm; limbo elíptico-oblongo, 1-25 × 1-12 cm, base cordiforme a obtusa, ápice redondeado, la caulinar primaria de limbo sésil, más o menos anchamente ovado, 1-9 × 1-4 cm, abrazadora en la base, de ápice redondeado a agudo.
- Tallos nudosos, simples. con 1(-2) nudos.
- Inflorescencias en espiga terminal compacta, cónica, de 1-4 cm, con 4-9 brácteas petaloides basales blancas a rojizas, de 5-35 × 5-15 mm, formando un pseudanto.
- Flores 75-150, blancas, pequeñas, cada una con una bracteola blanca orbicular, unguiculada y soldada al ovario, ausente en las inferiores; estambres 6(-8), soldados al ovario, epíginos, gineceo semiínfero, paracárpico, carpelos 3(-4), hundidos en el raquis, con 4-10 óvulos en cada placenta, estilos 3.
- Fruto coalescente con el raquis, en cápsula apicalmente dehiscente. Semillas 18-40, pardas, 1-1,5 × 0,8-1 mm, reticuladas.
- Número cromosómico: 2n = 44.

## Ecología
Áreas pantanosas costeras, más o menos salinas, hasta 2000 m.

## Distribución
El género se distribuye por el sudoeste de Estados Unidos y el norte de México.

## Usos
Sanar heridas es el uso más común que se le da a esta especie. En Durango, se hace un cocimiento con la planta completa para lavar la zona afectada. En Baja California y Baja California Sur, con el agua de las hojas hervidas también se efectúan lavados y después se aplica sobre la herida las hojas secas y pulverizadas.
En uso externo, la decocción de la planta se emplea para quemaduras, raspones, hemorragias, pies hinchados, y doloridos. Para sacar la ponzoña de la picadura de escorpión o araña, se asan las hojas y se ponen como cataplasma caliente sobre el piquete. Para los golpes, se lava con las hojas hervidas y luego se pone un pedazo de hoja sobre ellos. En caso de granos, con el cocimiento de la planta completa se limpia el área donde se encuentran.
En enfermedades respiratorias se usa para el catarro, fiebre y resfriados. Asimismo, se le emplea para la flatulencia, postemia, disentería, problemas estomacales y para purificar la sangre.

## Taxonomía
Anemopsis californica fue descrita por (Nutt.) Hook. & Arn. y publicado en The Botany of Captain Beechey's Voyage 390, pl. 92. 1841[1840].
Sinonimia
- Anemia californica Nutt.
- Anemia intermedia Copel. ex M.E.Jones
- Anemopsis bolanderi C.DC.
- Anemopsis californica var. subglabra Kelso
- Anemopsis ludovicisalvatoris Willk.
- Aponogeton involucratus Sessé & Moc.
- Hemianemia intermedia (Copel. ex M.E. Jones) C.F. Reed
- Houttuynia bolanderi (C.DC.) Benth. & Hook.f.
- Houttuynia californica (Nutt.) Benth. & Hook.f. ex S.Watson	[3]

## Nombre común
- Hierba mansa, Hierba del manso, Yerba del manso. La palabra manso puede provenir de la palabra remanso acortada. Esto coincidiría con las áreas donde esta planta prospera.